# Seboetocepheus coronatus
Seboetocepheus coronatus är en kvalsterart som beskrevs av Kevin Andersson 1985. Seboetocepheus coronatus ingår i släktet Seboetocepheus och familjen Tetracondylidae. Inga underarter finns listade i Catalogue of Life.